# Forrest 002
Forrest 002 — метеорит-хондрит масою 28000 грам.